# Tencent Music
Tencent Music Entertainment Group (TME) es una empresa conjunta entre Tencent y Spotify que desarrolla servicios de transmisión de música para el mercado chino. Entre sus aplicaciones están incluidas QQ Music, Kugou y Kuwo, que cuentan con más de 700 millones de usuarios activos y 120 millones de suscriptores.
En julio de 2016, los tres servicios de Tencent Music tenían una participación estimada del 56% en los servicios de transmisión de música en el mercado chino.

## Historia
Tencent Music se creó en julio de 2016, como resultado de la compra de China Music Corporation por parte de Tencent para fortalecer su oferta musical.
El 4 de julio de 2018, Sony / ATV Music Publishing adquirió una participación accionaria en Tencent Music. En octubre de 2018, la empresa salió a la bolsa con un valor de $ 2 mil millones en los Estados Unidos.
En diciembre de 2018, la compañía anunció una OPV con un valor total de acciones de alrededor de $ 1.23 mil millones, que incluye 82 millones de ADS y 164 millones de acciones regulares con un precio de entre $ 13 y $ 15.
El 46,6% de las acciones ordinarias de clase A de Tencent Music son propiedad de Spotify.
En diciembre de 2018, se hizo pública en el Nasdaq de Estados Unidos y tenía previsto recaudar fondos de 1.066 millones de dólares estadounidenses a 1.230 millones de dólares estadounidenses.
En 2019, Tencent Music cooperó con Guangzhou K11 para hacer el festival de música jazz «Jazz Like That».
El 25 de marzo de 2020, Tencent Music Entertainment Group y Being hicieron una cooperación estratégica. Gracias a esto, las tres principales plataformas musicales de Tencent, QQ Music, Kugou Music y Kuwo Music controlan todas las fuentes de sonidos originales de China.
En el año 2022, Spotify reduce su participación en Tencent Music hasta un 16.9% en acciones, mientras que Tencent obtiene una mayor participación de 83.1%.

## Cronología
2003: QQ lanza el servicio de música en línea.
2004: Se lanza la música Kugu.
2005: Lanzamiento de QQ Music y Kuvo Music.
2012: Kugo fue lanzado en vivo (anteriormente Kugu Fencing).
2013: Kugo adquiere China Music Corporation y lanza Kuvo Direct
2014: Kugo es adquirido por China Music Corporation.
2016: Creado por Tencent Music Entertainment Group y el negocio de música en línea de Tencent en Chinese Music Corporation.
2017: Lanzamiento del programa Tencent Musicians. Tencent Music Entertainment Group adquiere Ultimate Music.
2018: Tencent Music Entertainment Group y Sony Music lanzan conjuntamente el sello musical Liquid State. Tencent Music Entertainment Group cotiza en la Bolsa de Valores de Nueva York.
2020: Universal Music Group firmó dos acuerdos de licencia directa en China: uno con Tencent Music Entertainment y el otro con el mayor competidor de TME, NetEase Cloud Music. UMG también ha retirado las envolturas de una nueva etiqueta JV aún sin nombre, que está lanzando con TME.

## Inversiones Notables
Tencent ha invertido por lo menos en 2 empresas musicales 
| Nombre                | Sede                                     | Fundación | Propiedad |
| --------------------- | ---------------------------------------- | --------- | --------- |
| Universal Music Group | Santa Mónica, California, Estados Unidos | 1934      | 20%       |
| YG Entertainment      | Mapo-gu, Seúl, Corea del Sur             | 1996      | 4,36%     |